# SSMIS
El Sensor Espacial de Microones Generador d'Imatges/Sondajador (en (anglès) Special Sensor Microwave Imager/Sounder, SSMI/S) és una família de sensors per a satèl·lits de teledetecció. L'instrument és un Radiòmetre de microones de 24 canals i 21 freqüències, que mesura la temperatura de brillantor en polarització lineal, horitzontal i vertical. Els Special Sensor Microwave Imager / Sounder orbiten en els satèl·lits F-16, F-17 i F-18, entrant en funcionament el novembre de 2005, març de 2008 i març de 2010 respectivament. Formen part del Programa de Satèl·lits Meteorològics de Defensa (DMSP) de la  USAF. Aquests sensors són els successors de Special Sensor Microwave/Imager.

## Característiques de l'instrument
El sensor SSMIS és un passiu d'exploració cònica radiòmetre de microones que combina i estén la imatge actual i la capacitat de sondeig de tres sensors de microones abans estaven separats DMSP: la sonda de temperatura SSM/T-1, el SSMI/T- 2 Sonda d'humitat, i la SSM/I. L'instrument mesura SSMIS energia de microones a 24 freqüències discretes 19-183 GHz amb un ample de franja de 1700 km
Els SSMIS primer va ser llançat a bord del satèl·lit DMSP-16, el 18 d'octubre de 2003.
Característiques de SSMIS
| Freqüència(GHz)                   | Polarització      | Resolució Along track (km) | Resolució Cross-track (km) | Samplejat Espacial | Soroll de l'instrument (K) |
| 19.35                             | horitzontal       | 73                         | 47                         | 45x74              | 0.35                       |
| 19.35                             | vertical          | 73                         | 47                         | 45x74              | 0.35                       |
| 22.235                            | vertical          | 73                         | 47                         | 45x74              | 0.45                       |
| 37.0                              | horitzontal       | 41                         | 31                         | 28x45              | 0.22                       |
| 37.0                              | vertical          | 41                         | 31                         | 28x45              | 0.22                       |
| 50.3                              | horitzontal       | 17.6                       | 27.3                       | 37.5               | 0.34                       |
| 52.8                              | horitzontal       | 17.6                       | 27.3                       | 37.5               | 0.32                       |
| 53.596                            | horitzontal       | 17.6                       | 27.3                       | 37.5               | 0.33                       |
| 54.4                              | horitzontal       | 17.6                       | 27.3                       | 37.5               | 0.33                       |
| 55.5                              | horitzontal       | 17.6                       | 27.3                       | 37.5               | 0.34                       |
| 57.29                             | circular a dretes | 17.6                       | 27.3                       | 37.5               | 0.41                       |
| 59.4                              | circular a dretes | 17.6                       | 27.3                       | 37.5               | 0.40                       |
| 63.283248 +/- 0.285271            | circular a dretes | 17.6                       | 27.3                       | 75                 | 2.7                        |
| 60.792668 +/- 0.357892            | circular a dretes | 17.6                       | 27.3                       | 75                 | 2.7                        |
| 60.792668 +/- 0.357892 +/- 0.002  | circular a dretes | 17.6                       | 27.3                       | 75                 | 1.9                        |
| 60.792668 +/- 0.357892 +/- 0.0055 | circular a dretes | 17.6                       | 27.3                       | 75                 | 1.3                        |
| 60.792668 +/- 0.357892 +/- 0.016  | circular a dretes | 17.6                       | 27.3                       | 75                 | 0.8                        |
| 60.792668 +/- 0.357892 +/- 0.050  | circular a dretes | 17.6                       | 27.3                       | 75                 | 0.9                        |
| 91.665                            | horitzontal       | 14                         | 13                         | 13x16              | 0.19                       |
| 91.665                            | vertical          | 14                         | 13                         | 13x16              | 0.19                       |
| 150                               | horitzontal       | 14                         | 13                         | 13x16              | 0.53                       |
| 183.311 +- 1                      | horitzontal       | 14                         | 13                         | 13x16              | 0.38                       |
| 183.311 +- 3                      | horitzontal       | 14                         | 13                         | 13x16              | 0.39                       |
| 183.311 +- 6.6                    | horitzontal       | 14                         | 13                         | 13x16              | 0.56                       |